# Kreenheinstetten
Kreenheinstetten – część miejscowości Leibertingen w Niemczech, w kraju związkowym Badenia-Wirtembergia, w rejencji Tybinga, w regionie Bodensee-Oberschwaben, w powiecie Sigmaringen, wchodzi w skład wspólnoty administracyjnej Meßkirch. Leży w Jurze Szwabskiej, na wschód od Sigmaringen.
Kreenheinstetten został po raz pierwszy wymieniony w dokumencie hrabiego Peratholda, znajdującym się w archiwum opactwa Sankt Gallen, w 793 roku pod nazwą Hohundsteti. Osadnictwo w okolicy datowane jest na lata 800–450 p.n.e. (kurhany, pozostałości osad).
W Kreenheinstetten urodził się i został ochrzczony XVII-wieczny kaznodzieja Abraham a Sancta Clara.

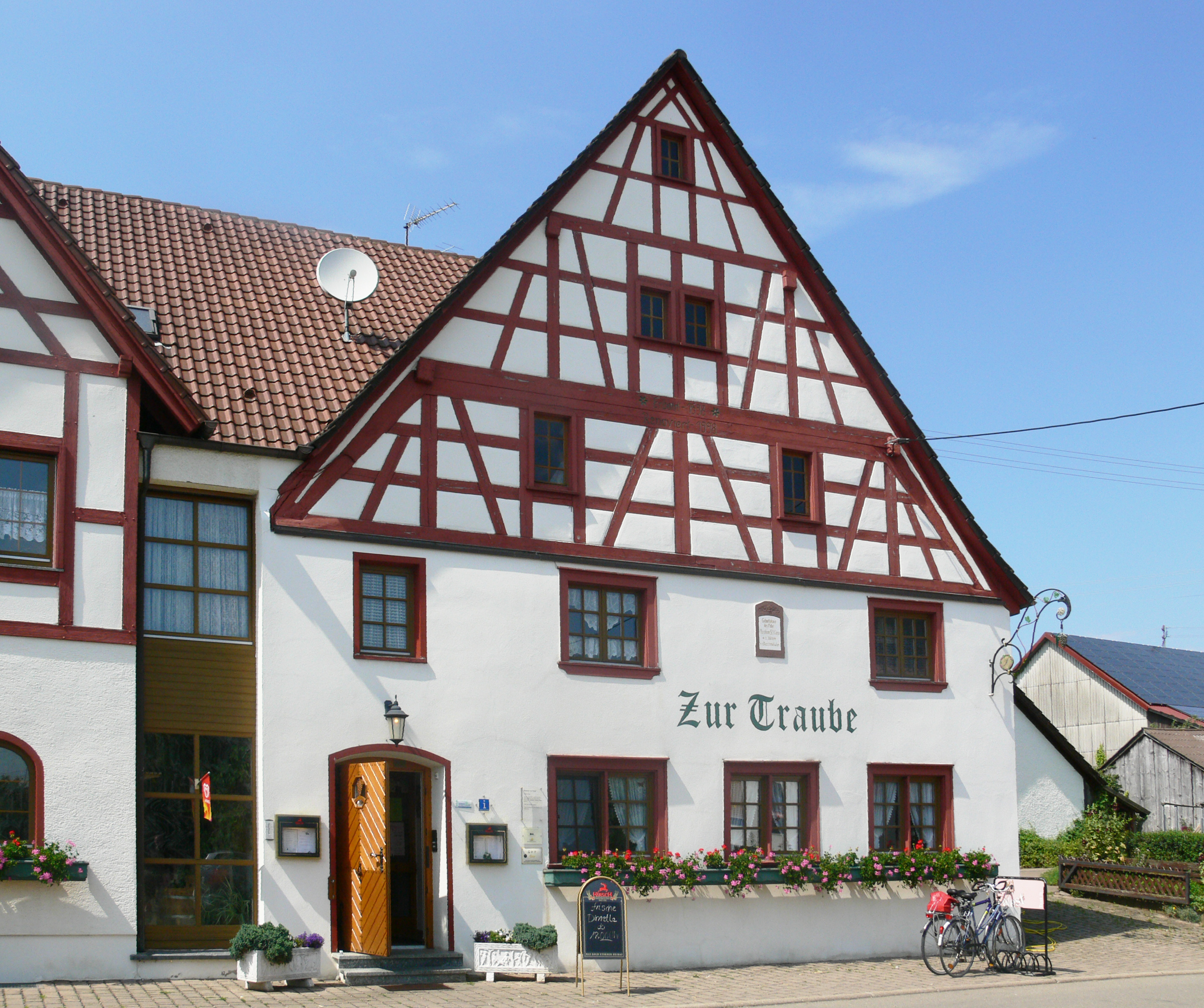
Karczma "Zur Traube", miejsce urodzenia Abrahama a Sancta Clara w Kreenheinstetten.